# Signs of Life (film)
Pour les articles homonymes, voir Signs of Life.
Pour plus de détails, voir Fiche technique et Distribution.
Signs of Life est un film américain réalisé par John David Coles, sorti en 1989.

## Synopsis
Signs of Life est l'histoire d'un homme qui perd son entreprise de construction de bateaux dans la région rurale du Maine.

## Fiche technique
- Titre : Signs of Life
- Réalisation : John David Coles
- Scénario : Mark Malone
- Photographie : Elliot Davis
- Musique : Howard Shore
- Pays d'origine : États-Unis
- Genre : drame
- Durée : 90 minutes
- Date de sortie : 1989

## Distribution
- Beau Bridges : John Alder
- Vincent D'Onofrio : Daryl Monahan
- Arthur Kennedy : Owen Coughlin
- Kevin J. O'Connor : Eddie Johnson
- Will Patton : le père d'Owen
- Kate Reid : Mrs. Wrangway
- Kathy Bates : Mary Beth Alder
- Mary-Louise Parker : Charlotte
- Martin Shakar : Mr. Castanho
- Keith Reddin : Dr. Pound
- Brad Sullivan : Lobsterman

## Récompenses et distinctions
- Prix de la critique internationale et Coup de cœur LTC au Festival du cinéma américain de Deauville 1989.